# Kaple Panny Marie Pomocnice křesťanů (Hamr na Jezeře)
Kaple Panny Marie Pomocnice křesťanů se nachází na Křížovém vrchu v  Hamru na Jezeře, ve východní části okresu Česká Lípa. Je zrenovovaná a zapsána mezi kulturními památkami  od roku 1965.

## Základní údaje

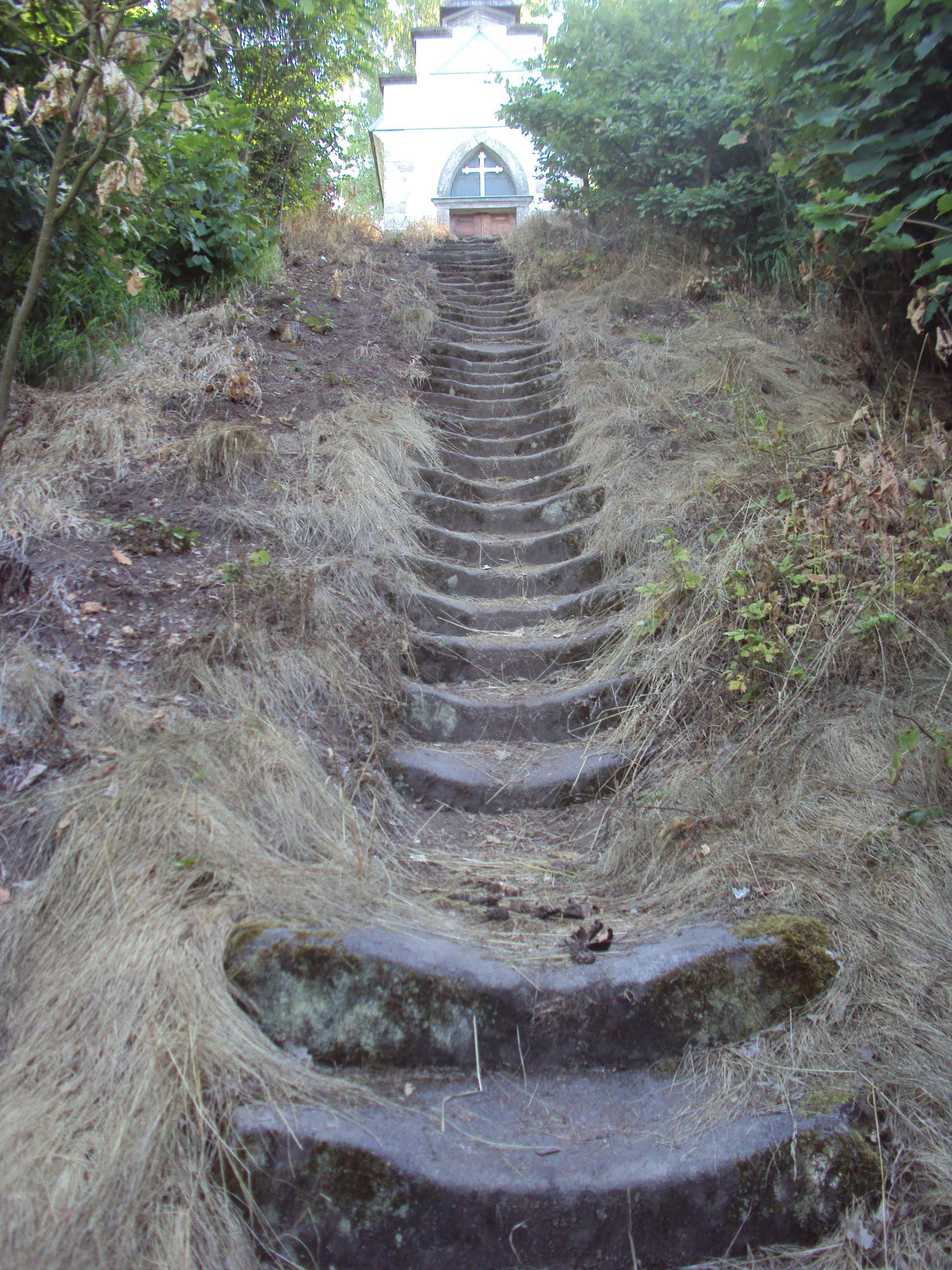
Kamenné schody vedoucí ke kapli Panny Marie Pomocnice křesťanů v Hamru na Jezeře

Kaple Panny Marie Pomocnice křesťanů byla postavena v roce 1832. Kameny na její stavbu byly přivezeny z nedalekého hradu Děvín, pro obvodové zdivo byly získány na místě. Ke kapli byly vybudovány dlouhé kamenné schody, po nichž přicházelo procesí poutníků.
Po roce 1945 byla kaple poničena jak lidmi, tak povětrnostními vlivy, zařízení bylo rozkradeno. Až po roce 1992 započaly práce na její opravě. Byla opravena střecha a doplněna obrazová výzdoba. V roce 1998 byla kaple znovu vysvěcena.
Náleží k římskokatolické farnosti ve 3 km vzdáleném městě Stráž pod Ralskem. 